# Prêmio TVyNovelas de 1997
15º Prêmio TVyNovelas

Novela: 

Cañaveral de Pasiones
Atriz: 

Daniela Castro
Ator: 

Juan Soler
O Prêmio TVyNovelas 1997 foi a 15ª edição do Prêmio TVyNovelas, prêmio entregue pela revista homônima aos melhores artistas e produções da televisão mexicana referente ao ano de 1996. O evento ocorreu na Cidade do México. Foi transmitido pela emissora mexicana Canal de las Estrellas e apresentado por Raúl Velasco, Julissa, Liza Echeverría, Barbará Ferré e Glória Calzada.